# IBM 9370
IBM 9370は、IBMが1986年に発売した、ミッドレンジのメインフレームコンピュータのシリーズである。

## 概要
IBM 9370はSystem/370互換のコンピュータアーキテクチャを持っており、先に発売されたIBM 4300と同様に空冷でオフィスにも設置できたが、更に小型でラックマウント型であった。DECのVAXシリーズに対抗し「VAXキラー」とも呼ばれたが、アプリケーションの少なさなどもあり広くは普及しなかった。
IBM 9370シリーズは、下位より9373、9375、9377などのモデルがあり、専用の磁気ディスク装置には9332や9335、磁気テープ装置には9347などがあり、全て19インチラックに搭載された。オペレーティングシステムはVMとVSE、ミドルウェアはCICSやSQL/DS、簡易開発言語 (4GL) はCSPなどをサポートした。なおIBM 4300とは異なり、全モデルは最後まで S/370互換のみで、S/370-XAモードはサポートしなかった。
IBM 9370は、それぞれの発表時点で、性能面で最上位のIBM 30x0（303x/308x/3090、水冷）、中位のIBM 4300（空冷、ラックマウント）の更に下位に位置した。なお1988年以降は、それぞれ「ES/3090」「ES/4300」「ES/9370」とブランド名称変更された（ESはエンタープライズシステムの略）。
ES/9370の後継は、1990年に発表されたES/9000ファミリーの下位モデルであるES/9221である。

## 参照
1. ↑  Can This Elephant Dance? - Time